# Gwiazdozbiór Perseusza
Perseusz (łac. Perseus, dop. Persei, skrót Per) – jeden z większych gwiazdozbiorów nieba północnego, 24. co do wielkości. Należy do grupy konstelacji jesiennych, najlepiej widoczny w szerokości geograficznej Polski podczas okresu jesiennego. Liczba gwiazd dostrzegalnych nieuzbrojonym okiem: około 90. Jest to jeden z 48 gwiazdozbiorów opisanych przez Ptolemeusza i jednocześnie jedna z 88 oficjalnych, współczesnych konstelacji.
Wyobrażany jako postać rycerza z mieczem (zaznaczonym dwiema bliźniaczymi gromadami NGC 869 i NGC 884) w prawej ręce a głową Meduzy – oznaczonej przez słynną gwiazdę zmienną Algol – w drugiej. Gwiazdozbiory mitologicznie z nim powiązane to również Andromeda, Kasjopeja, Cefeusz, Pegaz oraz Wieloryb.
Swoim kształtem gwiazdozbiór przypomina grecką literę π (pi). Przebiega przez niego pas Drogi Mlecznej. Gołym okiem można dostrzec około 90 gwiazd, w tym najjaśniejsze: Mirfak (α Persei, także znany jako Algenib) oraz Algol (β Persei).
W obrębie tego gwiazdozbioru leży radiant jednego z najaktywniejszych rojów meteorów – Perseidów – zwanych Łzami Świętego Wawrzyńca, gdyż jego występowanie jest najsilniejsze właśnie w okolicach dnia tego świętego (10 sierpnia). Faktyczny szczyt roju ma miejsce 12 sierpnia, a częstotliwość obserwowanych zjawisk może dochodzić do około 100 w ciągu godziny. Są to szybkie białe meteory w seriach po kilka-kilkanaście.

## Mitologia

Ilustracja Johanna Bayera

Perseusz to jeden z największych herosów mitologii greckiej syn Zeusa i Danae. Dziadkowi Perseusza, królowi Akrizjosowi, wyrocznia przepowiedziała, że zginie z rąk swojego przyszłego wnuka. Po narodzinach Perseusza Akrizjos polecił zamknąć Danae i jej syna w skrzyni i wrzucić do morza. Miało to zapobiec sprawdzeniu się przepowiedni. Zeus sprawił, że skrzynia została wyrzucona na brzeg wyspy Serifos. Tam Danae i Perseuszem zaopiekował się Diktys, brat Polidektesa, władcy tej ziemi. Kiedy Perseusz po latach, już dorosły w wyniku intrygi Polidektesa wyruszył w pozornie beznadziejną wyprawę po głowę Meduzy, najmłodszej z gorgon, której wzrok zamieniał wszystkich w kamień. Perseusz dzięki pomocy bogów, od których otrzymał podarki (od nimf skrzydlate sandały, torbę i hełm czyniącym go niewidzialnym, od Hermesa stalowy sierp oraz tarczę od Ateny), udało mu się uciąć głowę Meduzy i uciec przed pozostałymi dwiema gorgonami. Wg innego mitu od bogini Ateny dostał tarczę z brązu, od Hefajstosa diamentowy miecz, a od Hermesa skrzydlate sandały. Z krwi Meduzy powstał sławny skrzydlaty koń Pegaz. Wracając przelatywał nad Etiopią. U jej brzegów uratował etiopską księżniczkę Andromedę przed morskim potworem Ketosem. Następnie zabrał ją na Serifos jako małżonkę. Po przybyciu na wyspę odkrył intrygę i wykorzystując głowę Meduzy zamienił wszystkich dworzan wraz z królem w kamienne posągi. Następnie z matką i małżonką powrócił do rodzinnego miasta Agros. Tam w czasie igrzysk olimpijskich przypadkowo trafił w głowę swojego dziadka, zabijając go. W ten sposób spełniła się przepowiednia wyroczni. Po śmierci został wyniesiony przez bogów na niebo obok Andromedy, jej rodziców Kasjopei i Cefeusza oraz Wieloryba i Pegaza.

## Gwiazdy Perseusza
- Mirfak (Alfa Persei), najjaśniejsza gwiazda konstelacji. Leży, wraz z otaczającą ją gromadą (znanej jako gromada Alfa Persei lub Melotte 20), w środku Perseusza[2]. Gwiazda, żółtobiały nadolbrzym odległy o 592 lat świetlnych wydaje się tworzyć „głowę” gwiezdnego węża, utworzonego przez warkocz gwiazd należących do tej gromady[5].
- Gamma Perseusza, żółty olbrzym położony w odległości 256 lat świetlnych. Jest układem podwójnie zaćmieniowym o wyjątkowo długim okresie orbitalnym wynoszącym 14,6 roku. Zmienność gwiazdy odkryto w 1990 roku[5].
- Delta Perseusza to błękitny olbrzym leżący w odległości 528 lat świetlnych od nas[5].
- Epsilon Perseusza to układ podwójny zawierający gwiazdę ciągu głównego (karła) typu widmowego A2 oraz gwiazdę ciągu głównego typu B0,5. Dla osób posiadających niewielkie teleskopy mogą być trudne do rozdzielenia[4].
- Zeta Perseusza, kolejny układ podwójny, w którym są dwa składniki o różnej jasności. Jeden to nadolbrzym o typie widmowym B1, a drugi słabszy towarzysz o jasności 9m.
- Eta Perseusza leży w odległości około 1300 lat świetlnych. To pomarańczowy nadolbrzym o wielkości gwiazdowej około 3,8m, któremu towarzyszy niebieska gwiazda o jasności obserwowanej 8,5m. W polu widzenia małego teleskopu ta para prezentuje się na tle odleglejszych gwiazd[5].
- Ro Perseusza, gwiazda zmienna pulsująca o okresie pulsacji około 50 dni. Obserwowana zmiana jasności od 3,30 do 4,0m. Położony w odległości 325 lat świetlnych czerwony olbrzym[4][5].
- Tau Perseusza, gwiazda zmienna zaćmieniowa typu Algol o zakresie zmian jasności widzialnej w przedziale od 3,94 do 4,07m[4].

### Algol
Znane już w starożytności nietypowe zachowanie gwiazdy Beta Persei, od którego wywodzi się jej nazwa Algol, czyli Diabeł, zostało wyjaśnione w 1782 roku przez Johna Goodricke. Algol jest typowym przedstawicielem gwiazd zmiennych zaćmieniowych, złożonych z jasnego białego karła oraz chłodniejszego podolbrzyma, w których obserwuje się okresowe osłabienie jasności.

## Interesujące obiekty
- Jasna gromada otwarta M34 (NGC 1039) złożona z około 60. gwiazd. Na niebie zajmuje obszar o wielkości kątowej Księżyca w pełni. Znajduje się na granicy widoczności nieuzbrojonym okiem. Poszczególne gwiazdy oglądane w teleskopie wydają się tworzyć pary. Gromada znajduje się w odległości około 1500 lat świetlnych.
- M76 (NGC 650/651, Korek), mgławica planetarna zwana Małe Hantle, najsłabszy obiekt w katalogu Charles’a Messiera. Male Hantle są stosunkowo duże jak na mgławicę planetarną. Rozmiarami przypomina Mgławicę Pierścień w konstelacji Lutni, ale są mniejsze od Hantli w gwiazdozbiorze Liska, do których upodobniają się wyglądem[5]. Mgławica ma dwa numery NGC z powodu swojej struktury z dwoma płatami. Płat południowo-zachodni jest jaśniejszy[1]. Inne nazwy mgławicy; mgławica Korek (Cork Nebula), mgławica Motyl (Butterfly Nebula), mgławica Sztanga (Barbell Nebula). Jest oddalona od nas o około 3400 lat świetlnych[4].
- Podwójna gromada Perseusza (NGC 869 i NGC 884, znana również jako h+χ Persei. Są to dwie gromady otwarte, widoczne nieuzbrojonym okiem. Każda z nich zajmuje obszar o wielkości kątowej odpowiadającej wielkości Księżyca w pełni. NGC 869 jest jaśniejsza i zawiera więcej gwiazd, natomiast NGC 884 jest bardziej rozproszona. Gromady leżą w odległości około 7500 lat świetlnych i są stosunkowo młode - mają po kilka milionów lat[5]. Znajdują się w północnej części konstelacji[4], oddalone o niespełna 0,5° od siebie. Traktuje się je zazwyczaj jako podwójną gromadę gwiazd, jednak o odrębnych oznaczeniach. Nazywane są również Rękojeścią Miecza[3].
- NGC 1023 – galaktyka eliptyczna odkryta w 1784 roku przez Williama Herschela[4].
- Mgławica Kalifornia (NGC 1499), tak nazwana z powodu pewnego podobieństwa do kształtu tego stanu w USA. To mgławica emisyjna blado oświetlona przez ksi (ξ) Perseusza, gwiazdę czwartej wielkości[1].

## Roje meteorów
- Perseidy – to jeden z najbardziej znanych rojów meteorów. Pojawia się między 23 lipca a 22 sierpnia. Maksimum przypada na 12 i 13 sierpnia. Znane jako „łzy świętego Wawrzyńca”.
- Zeta Perseidy – to dzienny rój meteorów odkryty w 1947 roku przez pracowników Obserwatorium Jodrell Bank. Występuje od 20 maja do 5 lipca, a maksimum przypada 13 czerwca[4].